# 珀
珀（はく）は、作詞・作曲・編曲・歌唱・ミックスまでを1人で担うシンガーソングライター。
作品はアニメ・漫画のキャラクターの新解釈をコンセプトとしており、素顔、年齢は非公開である。
2020年12月24日よりYouTubeにて音楽活動を開始。

## エピソード
幼少期から歌うことが好きで、趣味で曲作りをしていく過程でピアノ等を独学で学んできた。曲作りを始めた経緯は、好きなキャラクターをモデルに二次創作的な感覚で曲や歌詞を書き始めたことがきっかけ。久石譲から影響を受けており、アレンジ面のルーツになっている。アーティスト名は「琥珀」から引用したもので、実の父親が名付けた。

## 来歴
2020年
- 12月24日、1st-MV『asiMMetrico』をYouTubeにて公開したことで活動を開始。

2021年
- 2月24日、2nd-MV『碧落の地より』をYouTubeにて公開。
- 6月1日、3rd-MV『片道旅行記』をYouTubeにて公開。
- 8月20日、4th-MV『秘密基地』をYouTubeにて公開。
- 9月20日、5th-MV『涙淵に沈む』をYouTubeにて公開。
- 12月6日、1st-Digital-Single『片道旅行記』をリリース。
- 12月24日、活動1週年を記念して、『碧落の地より』へのアンサーソングMV『Answer ~碧落の地へ~』をYouTubeにて公開。

2022年
- 1月7日、2nd-Digital-Single『ひカゲもの』をリリース。同日にMVをYouTubeにて公開。
- 3月23日、3rd-Digital-Single『FICTION』をリリース。同日にMVをYouTubeにて公開。本作は、avex × 集英社のタッグにより始動した音楽と漫画を繋ぐプロジェクト「PROJECT COMUC」において、『少年ジャンプ＋』（集英社）の新鋭作家・温井雄鶏が描き下ろした1枚の世界観イラストにインスパイアされて生まれた楽曲である[3]。
- 2月17日、TVアニメ『キングダム』第4シリーズのエンディングテーマ歌唱歌手に抜擢されたことを発表[4]。楽曲は『眩耀』。
- 4月16日、『眩耀』をデジタルリリース。作中の特定のキャラクターにインスパイアされて生まれた楽曲である。30日のアニメ第4話放送終了にMVをYouTubeにて公開。公開から1ヶ月足らずでYouTubeでの視聴回数は50万回を突破し、名実共に珀にとってのメジャーデビュー作且つ代表作になる
- 5月7日、『Repent』をデジタルリリース。作中の特定のキャラクターにインスパイアされて生まれた楽曲である。5月14日のアニメ第6話放送終了にMVをYouTubeにて公開。
- 5月21日、生配信ラジオ『珀ラジ』をYouTubeにて公開。以後、不定期開催していくことを発表。
- 6月1日、1st-Single「眩耀」を発売。4月16日デジタルリリース済表題曲『眩耀』、5月7日にデジタルリリース済『Repent』、新曲『空梁月落』の3曲を収録している。
- 8月3日、4th-Digital-Single『ユーフォリック』をリリース。8月5日にMVをYouTubeにて公開。
- 9月8日、BS松竹東急ドラマ『商店街のピアニスト』の主題歌歌唱歌手に抜擢されたこと・11日に自身初となる1st ONLINE LIVE「珀 ONLINE-LIVE」を開催することも併せて発表された[5][6]。楽曲は『邂逅の旋律』。
- 9月11日、自身初となる1st ONLINE LIVE「珀 ONLINE-LIVE」を開催。ゲストミュージシャンにYouTubeのチャンネル登録者数：30万人超えのピアニスト“深根”を迎えて行われた。
- 10月5日、5th-Digital-Single『邂逅の旋律』をリリース。作中の特定のキャラクターにインスパイアされて生まれた楽曲である。10月7日にMVをYouTubeにて公開[7]。
- 12月7日、6th-Digital-Single『Grieve』をリリース。10日にMVをYouTubeにて公開・活動2週年を記念し21日に2nd ONLINE LIVE「2nd Anniversary ONLINE LIVE」を開催することも併せて発表された[8]。21日、活動2週年を記念して2nd ONLINE LIVE「2nd Anniversary ONLINE LIVE」を開催。ゲストミュージシャンに1st ONLINE LIVEに続きピアニストの“深根”とヴァイオリニストの“小寺里奈”を迎えて行われた。

2023年
- 3月25日、3rd ONLINE LIVE「ONLINE LIVE Vol.3」を開催。事前にファンから募集したリクエスト楽曲のカバーを中心に構成されたLIVEとなった。ゲストミュージシャンにキーボーディストの“荒幡亮平”とドラム&パーカッションの”佐治宣英”を迎えて行われた。
- 5月26日、テレビ東京系ドラマプレミア23『さらば、佳き日』のオープニングテーマ歌唱歌手に抜擢されたことを発表。楽曲は『糠星の備忘録』。29日、1st-Album「まだ誰一人と知らない話を」の発売を発表。31日、1st-Albumから『糠星の備忘録』をデジタルリリース。前述のドラマにて使用された。同日にMVをYouTubeにて公開。